# Královská uherská zeměbrana

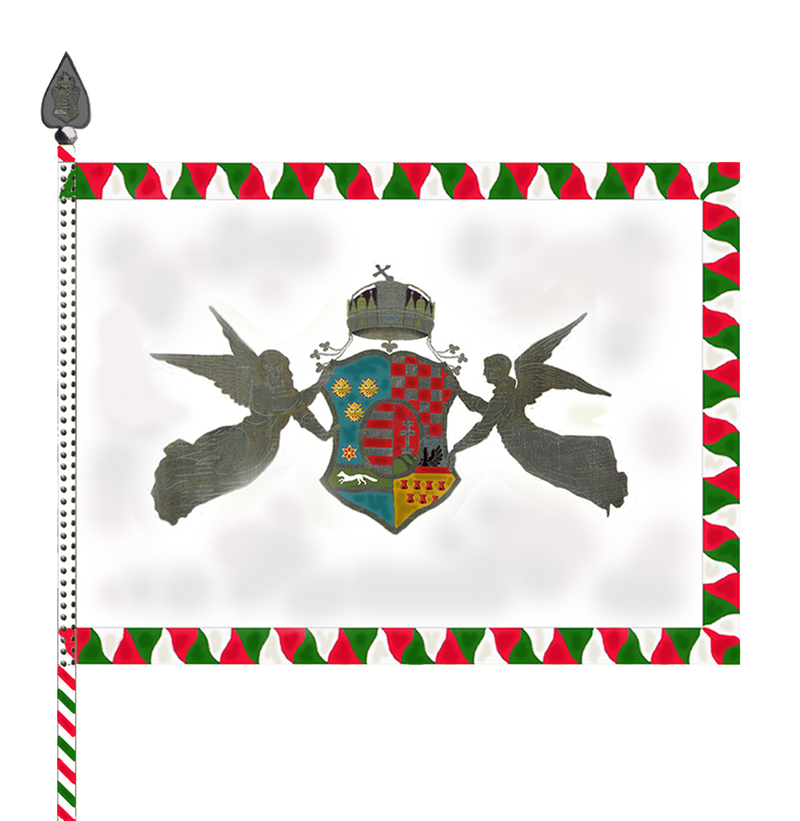
Prapor Královské uherské zeměbrany

Královská uherská zeměbrana (maďarsky Magyar Királyi Honvédség, německy königlich ungarische Landwehr, chorvatsky Kraljevsko Ugarsko Domobranstvo) byla uherská zeměbrana v letech 1867 až 1918, vytvořená v důsledku rakousko-uherského vyrovnání. Byla jednou ze složek Rakousko-uherské armády a uherským protějškem předlitavské Císařsko-královské zeměbrany. Dále se dělila na maďarskou a chorvatsko-slavonskou zeměbranu. Územně byla rozdělena do šesti vojenských okresů – Budapešťského (I. okres), Segedínského (II. okres), Košického (III. okres), Bratislavského (IV. okres), Klužského (V. okres) a Záhřebského (VI. okres). Byla složena z pravidelných vojenských jednotek. Bojovala v první světové válce.

## Vrchní velitelé královské uherské zeměbrany
- 1867–1905 arcivévoda Josef
- 1905–1913 Wilhelm Klobučar
- 1913–1914 Franz Rohr von Denta